# Lee Alexander
Lee Helen Alexander (født 23. september 1991) er kvindelig skotsk fodboldspiller, der spiller som målvogter for Glasgow City i Scottish Women's Premier League og Skotlands kvindefodboldlandshold.

## Meritter
Glasgow City
- Scottish Women's Premier League (9): 2011, 2012, 2013, 2014, 2015, 2016, 2017, 2018, 2019
- Scottish Women's Cup (6): 2011, 2012, 2013, 2014, 2015, 2019[4]
- Scottish Women's Premier League Cup: 2012, 2013, 2014, 2015